# Microchirus theophila
La acevía senegalesa (Microchirus theophila) es una especie de pez pleuronectiforme de la familia Soleidae.

## Distribución
Se encuentra en las  costas del  atlántico oriental (Mauritania, Canarias, y desde Portugal hasta Reino Unido).